# Sylvain White
Pour les articles homonymes, voir White.
Sylvain White est un réalisateur français, né le 21 décembre 1971 à Paris.

## Biographie

### Jeunesse et formations
Sylvain White est le fils d'un basketteur professionnel américain et d'une hôtesse de l'air française. Il grandit en France, jusqu'à l'âge de 16 ans.
Après avoir étudié le droit à la Sorbonne, il obtient une bourse pour poursuivre ses études universitaires au Pomona College à Los Angeles. Pendant ses études, il écrit et travaille pour des réalisateurs, notamment pour Michel Gondry et Spike Jonze chez Propaganda Films. Il est diplômé avec mention en études des médias et en production cinéma.

### Carrière
En fin des années 1990, Sylvain White obtient plusieurs prix pour ses films d’étudiant, dont le Directors’ Guild of America Short Film Award.
Ses clips et films publicitaires sont salués pour leur inventivité aux États-Unis, en Europe et au Japon.
En 2005, il est appelé à la rescousse pour reprendre le film Souviens-toi... l'été dernier 3 (I'll Always Know What You Did Last Summer), après le renvoi du réalisateur[Lequel ?] quelques semaines avant le début du tournage.
Le 4 janvier 2017, il est choisi pour réaliser le film d'horreur Slender Man (2018).

## Filmographie

### Cinéma

#### Longs métrages
- 2004 : Trois 3: The Escort (vidéo)
- 2006 : Souviens-toi... l'été dernier 3 (I'll Always Know What You Did Last Summer) (vidéo)
- 2007 : Steppin' (Stomp the Yard)
- 2010 : The Losers
- 2013 : La Marque des anges
- 2018 : Slender Man

#### Courts métrages
- 1998 : Urban Short Circuit Mind Scrape
- 2002 : Quiet

### Télévision

#### Séries télévisées
- 2012 : Les Experts : Miami (CSI: Miami) (saison 10, épisode 13 : Terminal Velocity)
- 2012-2016 : Hawaii 5-0 (Hawaii Five-0) (8 épisodes)
- 2013 : Covert Affairs (saison 4, épisode 5 : Here Comes Your Man)
- 2013-2014 : Person of Interest (2 épisodes)
- 2014 : Mentalist (The Mentalist) (saison 6, épisode 19 : Brown Eyed Girls)
- 2014-2015 : The Originals (2 épisodes)
- 2015 : Following (The Following) (saison 3, épisode 7 : The Hunt)
- 2015-2017 : Major Crimes (3 épisodes)
- 2015 : Scorpion (saison 2, épisode 4 : Robots)
- 2015 : Empire (saison 2, épisode 7 : True Love Never)
- 2016 : Sleepy Hollow (saison 3, épisode 13 : Dark Mirror)
- 2016 : Rush Hour (saison 1, épisode 3 : Captain Cole's Playlist)
- 2017 : L'Arme fatale (Lethal Weapon) (saison 1, épisode 11 : Lawmen)
- 2017 : MacGyver (saison 1, épisode 13 : Large Blade)
- 2017-2018 : The Americans (2 épisodes)
- 2018 : Magnum (Magnum P.I.) (saison 1, épisode 3 : The Woman Who Never Died)
- 2018 : Grey's Anatomy : Station 19 (Station 19) (saison 2, épisode 5 : Do a Little Harm...)
- 2019 : Strange Angel (saison 2, épisode 6 : The Tower)
- 2019-2021 : The Rookie : Le Flic de Los Angeles (The Rookie) (6 épisodes)
- 2020 : Histoires fantastiques (saison 1, épisode 2 : The Heat)
- 2020 : Umbrella Academy (2 épisodes)
- 2020 : Fargo (2 épisodes)
- 2023 : For All Mankind (2 épisodes)

#### Clips musicaux
- 1998 : Crazy, de K-Ci & JoJo (en)
- 2013 : Fine China, de Chris Brown
- 2013 : Bring the Love Back, de HeeJun (avec Pusha T)

## Distinctions

### Récompenses
- Festival international du film de Houston 2002 (en)[5] :
  - Grand Prix du jury pour Quiet
  - Finaliste pour le HBO Award du meilleur court métrage Quiet

- Telly Award 2003 : Telly Award pour l’un des films publicitaires les plus marquants de l’année[réf. nécessaire]